# Rezső Szabó
Rezső Szabó, též Rezsö Szabó (10. května 1929 Klížska Nemá – 17. února 2018 Bratislava), byl slovenský a československý politik maďarské národnosti. Před rokem 1970 člen Komunistické strany Slovenska, poslanec Slovenské národní rady a Sněmovny národů Federálního shromáždění. Za normalizace odstaven z veřejných funkcí. Po roce 1989 politik MKDH.

## Biografie
Studoval střední školu a maturoval v Komárně v roce 1948. V roce 1952 ukončil právní studia na Univerzitě Komenského. V letech 1951-1954 byl funkcionářem maďarského menšinového spolku Csemadok, v následujících letech pak jako jeho tajemník. Během pražského jara v roce 1968 patřil mezi maďarskojazyčné aktivisty, kteří formulovali požadavky na reformu menšinové politiky v ČSSR. V roce 1968 se uvádí jako účastník zasedání Ústředního výboru Komunistické strany Slovenska.
Po provedení federalizace Československa usedl v lednu 1969 do Sněmovny národů Federálního shromáždění. Do federálního parlamentu ho nominovala Slovenská národní rada, kde rovněž zasedal a kde v letech 1969-1970 působil jako jeden z jejích místopředsedů. Ve federálním parlamentu setrval do října 1971, kdy rezignoval na své křeslo.
Kvůli svým aktivitám v roce 1968 byl v roce 1970 vyloučen z KSČ a z Csemadoku. V letech 1971-1974 působil jako manuální dělník, v letech 1975-1990 pak v podnikové sféře jako právník. Po sametové revoluci v roce 1989 byl rehabilitován a vrátil se do politiky. Patřil mezi zakladatele formace Maďarské kresťanskodemokratické hnutie, za které respektive za koalici hnutí MKDH a Együttélés) byl ve volbách roku 1990 zvolen do Slovenské národní rady.